# 2112 (Album)
2112 ist das vierte Studioalbum der kanadischen Progressive-Rock-Band Rush, das 1976 veröffentlicht wurde. Auf der anschließenden Tournee durch Kanada wurde im gleichen Jahr das Livealbum All the World’s a Stage aufgenommen, das im September 1976 veröffentlicht wurde.

## Inhalt
Die erste Seite der Schallplatte enthält ausschließlich das Titellied 2112, das in mehrere, sich musikalisch teils stark unterscheidende, inhaltlich aber zusammengehörige Abschnitte aufgeteilt ist. Die Handlung wird nicht nur über den gesungenen Liedtext selbst wiedergegeben; für jeden Abschnitt bis auf den letzten gibt es auch einen zugehörigen Lesetext – Tagebucheinträge des Protagonisten. Es geht um einen Menschen, der in einem Regime lebt, das zwar materiellen Wohlstand und Frieden verspricht, die Bewohner aber in geistiger Knechtschaft hält. Das Leben eines jeden Menschen wird durch den alles beherrschenden „Tempel“ reguliert, ebenso Kunst und Kultur. Die Liedzeile „Equality our stock in trade“ sowie der Verweis auf einen „Roten Stern“ als Symbol der Herrschenden lassen erahnen, dass hier ein kommunistisches Regime kritisiert wird. Dieser Stern – zusammen mit einem Menschen, der vor ihm zurückweicht – avancierte einige Zeit später zu einem festen Logo von Rush.
Das Stück wird durch einen etwa fünfminütigen Instrumentalteil Overture eröffnet. An seinem Ende steht ein Zitat aus dem 37. Psalm: „And the meek shall inherit the earth“ – ‚Die Sanftmütigen werden die Erde besitzen‘ (Psalm 37, 11). Der zugehörige Begleittext umreißt kurz das Leben, das der Protagonist führt. Er schließt sich tagsüber an eine Maschine an, auf deren Zweck nicht eingegangen wird. In seiner Freizeit konsumiert er die Propaganda der „Solaren Föderation“.
Der zweite Teil, The Temples of Syrinx, enthält eine Selbstdarstellung der Herrscher. Sie nennen sich „Priester des Tempels von Syrinx“. Es wird kein Hehl daraus gemacht, dass sie eine totalitäre Macht ausüben und jeden Aspekt des Lebens der Bürger kontrollieren. Die Welt wird „schön“ und „glücklich“ genannt, es wird zum Stolz auf den „Roten Stern“ aufgefordert.
Im dritten Teil, Discovery, tritt der Protagonist erstmals direkt auf, außerhalb der Tagebucheinträge. Er findet in einer Höhle hinter einem Wasserfall ein altes Musikinstrument, offenbar eine Gitarre, und bringt sich begeistert selbst das Spielen bei. Er ist beeindruckt von den Gefühlen, die er mit seiner Musik zum Ausdruck bringen kann, die Gitarre „singt wie ein trauriges Herz und schreit freudig ihren Schmerz heraus“. Er freut sich darauf, seine Entdeckung den Priestern vorzustellen.
Es folgt ein Dialog zwischen den Priestern und dem Protagonisten im vierten Abschnitt, Presentation. Die Herrscher zeigen sich nicht beeindruckt. Sie sind der Überzeugung, ihre Welt sei gut so, wie sie ist, jegliche Experimente würden nur zur „Zerstörung“ der Menschheit beitragen. Es zeigt sich, dass die Priester vor langer Zeit dafür gesorgt hatten, dass die Gitarre in Vergessenheit geriet. Der Protagonist ist fassungslos und versucht die Priester doch noch zu überzeugen, doch sie verlieren die Geduld und zerstören kurzerhand die Gitarre.
Oracle: The Dream beschreibt eine darauf folgende Vision des Hauptcharakters. Er sieht eine Welt, die von der „reinen Seele der Menschheit“ durchwirkt ist. Es wird deutlich, dass dort der Geisteskraft der Menschen freier Lauf gelassen wird. Der Protagonist ist beeindruckt davon, was von Menschenhand geschaffen werden kann, wenn sie in Freiheit wirken kann. Er wird einer „vollständig anderen Art zu leben“ gewahr, sein eigenes Leben hingegen scheint ihm nun „bedeutungslos“.
Der letzte Abschnitt, Soliloquy, führt schließlich zum tragischen Abschluss der Handlung. Der Protagonist vegetiert mehrere Tage lang in der Höhle dahin, in der er die Gitarre gefunden hat. Er will sich nicht länger von der Solaren Föderation einschränken lassen, sieht allerdings auch keine Alternative, wie er sonst leben könnte. Schließlich entschließt er sich zum Suizid – er hofft, vielleicht durch den Tod zu der Welt zu finden, die ihm in der Vision erschienen ist.
Das „große Finale“ – Grand Finale – ist wieder ein Instrumentalstück. Zum Schluss ist noch ein Satz zu hören: „Achtung, an alle Planeten der Solaren Föderation – Wir haben die Kontrolle übernommen“.
Der Text lässt sich dahingehend deuten, dass nach Ansicht des Schreibers eine Befriedigung der materiellen Bedürfnisse zu einem glücklichen Leben nicht ausreicht. Im zweiten Teil des Stücks werden außerdem viele Begriffe mit religiösem Zusammenhang benutzt, der Staat wird offenbar als heilig verklärt. Neil Pearts Ablehnung des Übernatürlichen, die auch Thema einiger anderer seiner Liedtexte ist – vor allem der Instrumentalisierung des Übernatürlichen zu politischen Zwecken – wird hier deutlich. Häufig wurde auf Pearts Inspiration durch Ayn Rand hingewiesen, von der er die Dystopie übernommen habe.

## Titel
1. 2112 – 20:34
  - I: Overture – 4:32
  - II: The Temples of Syrinx – 2:13
  - III: Discovery – 3:29
  - IV: Presentation – 3:42
  - V: Oracle: The Dream – 2:00
  - VI: Soliloquy – 2:21
  - VII: Grand Finale – 2:14
2. A Passage to Bangkok – 3:34
3. The Twilight Zone – 3:17
4. Lessons – 3:51
5. Tears – 3:31
6. Something for Nothing – 3:59

## Musikstil
Mit 2112 entfernte die Band sich von ihren früheren Einflüssen, wenngleich die Hard-Rock-Elemente noch stark ausgeprägt sind. Das Album „verfügt […] über wesentlich eingängigere Melodien und Strukturen“ als seine Vorgänger, ist dabei jedoch „[un]gewohnt heavy“. Gelegentlich werden Synthesizer, Keyboards und Samples verwandt. Für Jörg Schumann wirkt das Album „weniger wie ein organisches Ganzes, als eine Abfolge Musik-thematisch sehr lose zusammenhängender Einzelteile“. Die Ouvertüre des Titellieds zitiert Pjotr Iljitsch Tschaikowskis Ouvertüre 1812. Alex Lifesons Gitarrenspiel stellt eine Verbindung zwischen Hard Rock und Heavy Metal her, das Titellied wird auch „man wohl als erste Progmetal-Suite der Geschichte“ bezeichnet. A Passage to Bangkok ist fernöstlich geprägt und zeigt laut Thorsten Gürntke „erstmals in ihrer Karriere, dass sie sich nicht mehr an alten Größen orientieren müssen. Dieser Song beweist ihre eigene Größe.“ Lessons wurde sowohl dem Hard Rock als auch dem Pop-Rock zugeordnet. Bei Tears handelt es sich um eine für die band untypische, mellotron-geprägte (und insbesondere im Refrain von diesem dominierte) „lyrisch-symphonische Ballade“. Something for Nothing ist dem Hard Rock zuzuordnen und Geddy Lees Stimme bei diesem Lied „besonders metallisch“.

## Rezeption
2112 wurde zum Durchbruch und ersten Verkaufserfolg der Band.
Rushs Bezugnahme auf Ayn Rand „sorgte […] bei vielen Kritikern, Journalisten und Hörern (soweit sie nicht bereits Fans waren) für Irritation“, da „die Entstehung der Rockkultur im allgemeinen nicht aus dem Geist des Konservativismus abgeleitet wird“ und Rand von linken Theoretikern oft als konservativ oder auch als faschistisch wahrgenommen wird. Da „die Priester […] ausgerechnet in heftigen Heavy-Akkorden“ triumphieren, wird allerdings auch oft angenommen, die Band identifiziere sich mit der triumphierenden Priesterkaste. Diese Interpretation deckt sich jedoch nicht mit Ayn Rands Roman und dem von ihr propagierten „ins Extreme verschobenen Individualismus. Das Individuum, nicht das Kollektiv ist für sie der Heilsbringer. Sie knüpft an liberale Ideen des 19. Jahrhunderts an, die sich aus einer schrankenlosen, nur an Eigeninteressen orientierten wirtschaftlichen und persönlichen Freiheit das größte Wohl für alle versprachen. Nimmt man die Verbindung mit einem individualistischen Heroenkult hinzu, mussten die Ideen Rands aus der Sicht der radikalen Linken (und sogar der gemäßigten ‚sozialen Marktwirtschaft‘) aber als reaktionär erscheinen.“
Siggy Zielinski bezeichnete 2112 in seiner Kritik für die Babyblauen Seiten als „wahrscheinlich das erste musikalische Werk, das den seit Ende der 60er bekannten, riffig-mächtigen Gitarrensound derart konsequent mit einer komplexen Musikform kombiniert. Durch ihren gnadenlosen, alles andere übertönenden Sound hat Alex Lifesons Gitarre hier offensichtlich die Schallmauer zwischen Hardrock und Heavymetal überwunden.“ Das Titellied dürfe „man wohl als erste Progmetal-Suite der Geschichte bezeichnen“. Das Album lasse jedoch „kompositorisch teilweise deutlich zu wünschen übrig“, und Stücke wie Lessons und Something for Nothing seien gewöhnlicher Hard Rock. Thorsten Gürntke schrieb ebendort:

„Erst ab ‚A Passage To Bangkok‘ zeigt das Album seine eigentlichen Highlights. So ist eben dieser Track fernöstlich geprägt. Hier beweisen RUSH erstmals in ihrer Karriere, dass sie sich nicht mehr an alten Größen orientieren müssen. Dieser Song beweist ihre eigene Größe. […] Obwohl 2112 sicherlich nicht das beste RUSH Album der Frühphase ist, demonstriert es die Reife der Band. Erstmals hat man sich wesentlich von seinen Einflüssen abgrenzen können. Man beweist als Band Eigenständigkeit und Ideenreichtum. Mit ‚A Passage To Bangkok‘ und ‚Tears‘ sind zwei Songs vertreten, die man unbedingt kennen sollte.“

Günter Schote bezeichnete 2112 in seiner Kritik für die Babyblauen Seiten als Rushs ersten Klassiker nach „drei gut, besser, noch besseren Platten“; das Album zeige die Band „schon sehr reif und auf dem besten Wege zur tongewordenen Perfektion“. Es sei „[u]nglaublich, dass die nächsten Alben das Niveau nicht nur hielten, sondern steigerten.“. A Passage to Bangkok zeige „zur Abwechslung mal, dass Kiffer-Songs nicht immer nur psychedelisch oder groovig klingen müssen. Man kann auch rockig mit den eigenen Händen & Füßen ins Gespräch kommen.“
Das Titellied des Venom-Albums At War with Satan und der Vorgeschmack auf dieses, At War with Satan (Preview) auf dem vorigen Album Black Metal, haben zusammen eine Länge von 21 Minuten und 12 Sekunden, was laut ihrem Sänger und Bassisten Cronos auf Rushs 2112 anspielt.
Im Juni 2015 wählte das renommierte Fachblatt Rolling Stone das Album auf Platz 22 der 50 besten Progressive-Rock-Alben aller Zeiten.

## International Rush Day
Der Albumtitel wird in Fankreisen auch als Datum „21.12.“ interpretiert. Dieses Datum gilt daher als „International Rush Day“ und wird von Fans in der ganzen Welt in unterschiedlichen Events gefeiert. Im Jahr 2012 war dieser Tag nicht nur aufgrund der zusätzlichen ‚12‘ im Datum ein besonderer, sondern die Band veröffentlichte auch einen Remix dieses Albums genau am International Rush Day.